# Префектура Ібаракі
Префекту́ра Ібара́кі (яп. 茨城県, いばらきけん, МФА: [ibaɾakʲi̥ keɴ]) — префектура Японії, розташована у регіоні Канто, східній частині острова Хонсю. Префектурний центр — місто Міто.

## Загальні відомості
Префектура Ібаракі розташована у Східній Японії, на північному сході Кантоської рівнини. Ця префектура має вихід до Тихого океану і знаходиться неподалік Токіо.
Ібаракі відповідає історичній провінції Хітаті і півночі провінції Сімоса. У пізньому середньовіччі на території префектури існувало володіння Міто-хан, один з форпостів японського націоналістичного вчення кокуґаку. В столиці цього володіння була написана одна з найбільших наукових праць «Велика історія Японії», яку укладали близько 250 років.
Префектура Ібаракі славиться святилищем Касіма, одним з найстаріших синтоїстських святинь Східної Японії. В ньому вшановують божество, покровителя бойових мистецтв та захисника від землетрусів.
Основою господарства Ібаракі є машинобудування, хімічна промисловість, виробництво електроприладів та харчова промисловість. У порівнянні з іншими префектурами високу частку займає сільське господарство.

## Географія
Префектура Ібаракі знаходиться у Східній Японії, на північному сході найбільшої в країні Кантоської рівнини. Ця адміністративна одиниця на півночі має кордон з префектурою Фукусіма, на заході — з префектурою Тотіґі, а на півдні — з префектурами Сайтама і Тіба по річці Тоне. На сході Ібаракі має вихід до Тихого океану. Найпівденніша точка префектури, місто Торіде, віддалене від столиці Токіо на 40 км, а префектурний центр місто Міто — на 100 км.
Площа префектури Ібаракі становить близько 6095,69 км². За цією величиною вона посідає 24-е місце в Японії серед інших префектур.
Рельєф Ібаракі переважно рівнний. З півночі на північний захід та на крайньому півдні префектури розташовані гірські хребти Кудзі, Таґа й Ямідзо. Між ними простягаються рівнини, якими течуть річник Ямада, Сато, Кудзі, Нака та інші. Найвища точка префектури гора Ямідзо, вистою 1022 м над рівнем моря. Між центром і південним заходом префектури розташована рівнина Дзьосо, частина великої Кантоської рівнини. Нею протікають річки Кокай та Кіну, які вливаються у найбільшу річку регіону Канто — Тоне. Остання проносить свої води півднем Ібаракі й впадає у Тихий океан. На південному сході префектури лежать великі озера: Касуміґаура, друге найбільше озеро Японії, та Кітаура. На сході знаходиться Тихоокеанське узбережжя довжиною 190 км, на якому розміщено численні промислові й рибацькі порти.
Клімат в центральних і південних районах Ібаракі вологий субтропічний. В гірських північних районах він наближається до помірного континентального. Середня температура повітря в префектурі на 2003 рік становила 13,3 °C. Найнижча була -2,2 °C, а найвища — +28,2 °C. Середня кількість опадів того ж року становила 1439 мм.

## Історія
Хронологічна таблиця подана за даними сайту префектури.
| 4 століття  | землі сучасної Ібаракі увійшли до складу японської держави Ямато. |
| 645         | у результаті реформ Тайка на території північних і центральних районів сучасної Ібаракі створено провінцію Хітаті з 6 колишніх малих провінцій — Таґа, Кудзі, Нака, Ібаракі, Цукуба та Ніїхарі. Останні перетворено на повіти. Уряд нової адміністративної одиниці розміщено в Ісіоці. Південні райони сучасної Ібаракі увійшли до складу провінції Сімоса як повіти Сасіма, Юкі, Кіта-Сома. |
| 723         | за Імператорським наказом укладено збірку легенд і переказів провінції «Хітаті-но-куні фудокі». |
| 743         | в Ісіоці споруджено перший провінційний буддистський монастир Кокубундзі. |
| 9 століття  | розпочався процес формування самурайських ватаг на території Кантоської рівнини. |
| 939         | самурайський ватажок Тайра но Масакадо нападає на провінційний уряд в Ісіоці. Спалахнуло повстання Масакадо, що захлеснуло усю Кантоську рівнину і поставило під загрозу цілісність японської держави. |
| 1339        | місцевий володар Кітабатаке Тікафуса під час війни південної і північної династій склав у замку Ода синтоїстьсько-монархічний твір «Дзінно сьотокі». |
| 1590        | самурайський володар Сатаке Йосінобу завершує об'єднання провінції Хітаті під своєю рукою після століття міжусобиць. |
| 17 століття | за наказом сьоґунату Токуґава Хітаті поділена на ряд удільних володінь: Міто-хан, Футю-хан, Сісідо-хан, Цутіура-хан, Касама-хан, Сімодате-хан, Ятабе-хан, Асо-хан, Усіку-хан і Сімоцума-хан. Найвпливовішим з них був перший, яким володіли прямі родичі сьоґунів, мітоські Токуґава. |
| 1657        | Токуґава Міцукуні починає укладати «Велику історію Японії». |
| 1809        | вихідець з провінції Хітаті, японський дослідник Мамія Ріндзо, відкрив протоку Мамії і встановив, що Сахалін є островом. |
| 1842        | володар Міто-хану і лідер японських антизахідників Токуґава Наріакі закладає парк Кайраку в Міто. |
| 1871        | в результаті реставрації прямого Імператорського правління 1868 року ліквідуються удільні володіння провінції і утворюються префектури Ібаракі, Ніїхарі й Імба. |
| 1875        | утворено єдину префектуру Ібаракі шляхом злиття сусідніх префектур. |
| 1889        | префектурний центр Міто отримує статус міста. Через чотири роки він буде зв'язаний телеграфом з Токіо. |
| 1905        | розпочала роботу мідна копальня Хітаті. Виникає корпорація Кухара, одна зі складових майбутнього концерну Ніссан. |
| 1906        | завершено 397 том «Великої історії Японії». |
| 1907        | встановлено телефонний зв'язок між основними населеними пунктами префектури: Міто, Коґа, Юкі, Сімодате. |
| 1923        | префектура постраждала від Великого кантоського землетрусу. |
| 1949        | засновано Університет Ібаракі в місті Міто. |
| 1957        | засновано перший в Японії Інститут ядерної енергетики в селі Токай, майбунтню Агенцію ядерної енергетики Японії. Перша японська ядерна електростанція в Токаї запрацювала 26 жовтня 1963. |
| 1969        | відкрито промисловий порт Касіма та розпочато перетворення міста Цукуба на міжнародний науково-освітній центр. |
| 1973        | засновано Університет Цукуба в місті Цукуба. |

## Освіта
- Ібарацький університет
- Токійський університет мистецтв (додатковий кампус)
- Цукубський університет